# José Guardiola (Sänger)

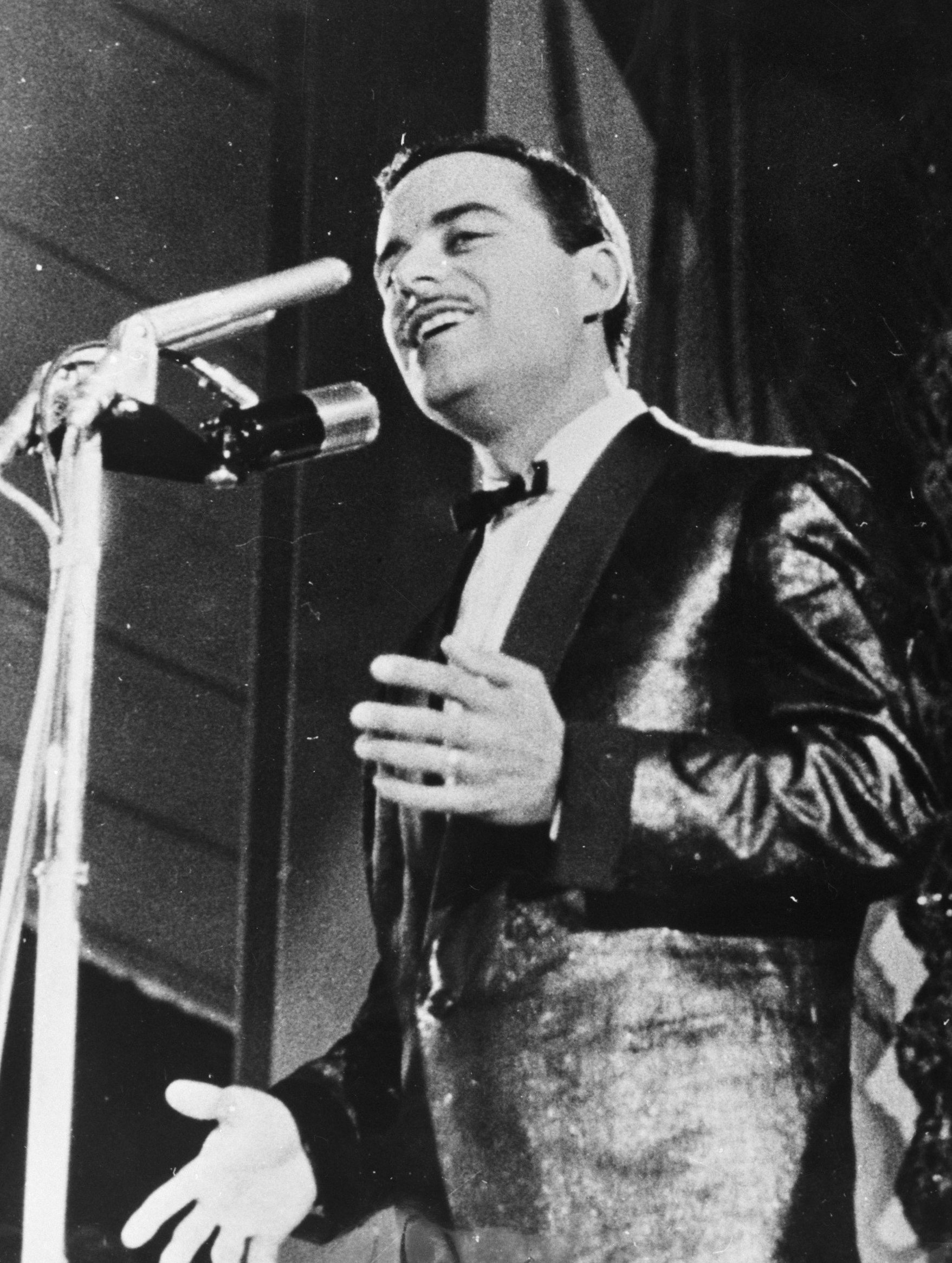
José Guardiola (1963)

José Guardiola (eigentlich: Josep Guardiola Díaz de Rada, * 22. Oktober 1930 in Barcelona; † 9. April 2012 ebenda) war ein katalanischer Musiker und Sänger.

## Leben und Wirken
Er entstammte einer musikalischen Familie und war in den 1950er und 1960er Jahren in Spanien und auch Südamerika erfolgreich. Bekannt waren seine spanischen Versionen von Klassikern wie Sixteen Tons oder Mackie Messer.
Er nahm für Spanien am Eurovision Song Contest 1963 in London teil und erreichte mit dem Schlager Algo prodigioso Platz 12.
Josep Guardiola komponierte auch die Hymne für den katalanischen Fußballclub RCD Espanyol Barcelona.